# Serixia malaccana
Serixia malaccana là một loài bọ cánh cứng trong họ Cerambycidae.